# Gippsicola raleighi
Gippsicola raleighi là một loài nhện trong họ Segestriidae.
Loài này thuộc chi Gippsicola. Gippsicola raleighi được Henry Roughton Hogg miêu tả năm 1900.